# 7537 Сольве
7537 Сольве (7537 Solvay) — астероїд головного поясу, відкритий 17 квітня 1996 року.
Тіссеранів параметр щодо Юпітера — 3,193.
Названо на честь Ернеста Гастона Сольве (фр. Ernest Solvay, 1838—1922) — бельгійського хіміка-технолога та підприємця.